# 2108 Otto Schmidt
2108 Otto Schmidt è un asteroide della fascia principale del diametro medio di circa 19 km. Scoperto nel 1948, presenta un'orbita caratterizzata da un semiasse maggiore pari a 2,4365328 au e da un'eccentricità di 0,0044654, inclinata di 10,80251° rispetto all'eclittica.
L'asteroide è dedicato allo scienziato sovietico Otto Schmidt.